# Juan Cansino y Antolínez
Juan Cansino y Antolínez (auch Juan Bautista Cansino y Antolínez, * 1826 in Málaga; † 9. Juni 1897 ebenda) war ein spanischer Organist, Pianist, Komponist und Musikpädagoge. Cansino geriet als Komponist in Vergessenheit, da er nicht wie sein bekannterer Zeitgenosse Eduardo Ocón auf große Institutionen wie das Konservatorium und die Kathedrale von Malaga direkt zurückgreifen konnte.

## Leben und Werk
Juan Cansino studierte ab 1837 an der Kathedrale von Malaga bei Mariano Reig Musik. Ein Mitschüler dieser Zeit war der bereits oben genannte Eduardo Ocón. 1840, im Alter von 12 Jahren, wurde er an der Kathedrale von Malaga zum „ministro de coro“ (Chorleiter) und zum Hilfsorganisten und 1867 zum Titularorganisten ernannt. Bis 1874 hatte er zeitweise den Posten des zweiten Organisten inne. 1876 trat er in Folge der spanischen Wirtschaftskrise, die auch die Kirche hart traf, von seinen Positionen zurück. 1876 zog er nach Madrid und widmete sich dem privaten Klavierunterricht sowie dem Komponieren und Veröffentlichen populärer Musik. 1882 bewarb er sich vergeblich um die Organistenposition an der Real Capilla in Madrid.
Juan Cansino komponierte insgesamt 94 sakrale Werke für die Kathedrale von Malaga, unter anderem  7 Messen, 2 Requien, 12 Litaneien, 4 Salve regina, 7 Stabat Mater. Alle Werke liegen als Manuskripte in den Archiven der Kathedrale von Malaga vor. Neben diesen geistlichen Werken schuf er auch Stücke für Klavier, Polkas, Mazurcen, Malagueñas, Fandangos und Zarzuelas. Eine bekannte Zarzuela Cansinos aus dem Jahr 1884 ist La perla de Triana.
Juan Cansino kam 2020 durch die Wiederentdeckung eines vergessenen, opernhaften Stabat maters durch den Musikwissenschaftler und Organisten Antonio Banderas in der Kathedrale von Malaga aktuell ins Gespräch. Dieses Werk wurde im Mai 2021 unter Antonio del Pino mit dem Orquesta Filharmonica de Málaga, dem Coro Catedral de Malaga und dem Bariton Carlos Álvarez für das spanische Label ibs classical eingespielt.